# Erythroxylum acuminatum
Erythroxylum acuminatum är en tvåhjärtbladig växtart som beskrevs av Hipólito Ruiz López och Pav.. Erythroxylum acuminatum ingår i släktet Erythroxylum och familjen Erythroxylaceae. Inga underarter finns listade i Catalogue of Life.